# Населення Ангільї
Населення Ангільї. Чисельність населення країни 2015 року становила 16,4 тис. осіб (221-ше місце у світі). Чисельність ангільців стабільно збільшується, народжуваність 2015 року становила 12,67 ‰ (156-те місце у світі), смертність — 4,57 ‰ (199-те місце у світі), природний приріст — 2,03 % (48-ме місце у світі) . 

## Природний рух

### Відтворення
Народжуваність у Ангільї, станом на 2015 рік, дорівнює 12,67 ‰ (156-те місце у світі). Коефіцієнт потенційної народжуваності 2015 року становив 1,75 дитини на одну жінку (163-тє місце у світі). Рівень застосування контрацепції 43 % (станом на 2003 рік).
Смертність у Ангільї 2015 року становила 4,57 ‰ (199-те місце у світі).
Природний приріст населення в країні 2015 року становив 2,03 % (48-ме місце у світі).

### Вікова структура

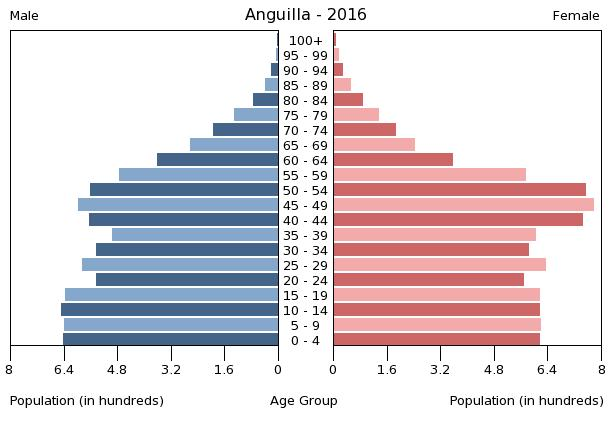
Віково-статева піраміда населення Ангільї, 2016 рік

Середній вік населення Ангільї становить 34,6 року (79-те місце у світі): для чоловіків — 32,7, для жінок — 36,4 року. Очікувана середня тривалість життя 2015 року становила 81,31 року (23-тє місце у світі), для чоловіків — 78,71 року, для жінок — 83,98 року.
Вікова структура населення Ангільї, станом на 2015 рік, мала такий вигляд:
- діти віком до 14 років — 22,84 % (1917 чоловіків, 1833 жінки);
- молодь віком 15—24 роки — 14,06 % (1150 чоловіків, 1159 жінок);
- дорослі віком 25—54 роки — 44,73 % (3312 чоловіків, 4031 жінка);
- особи передпохилого віку (55—64 роки) — 9,88 % (783 чоловіки, 839 жінок);
- особи похилого віку (65 років і старіші) — 8,48 % (690 чоловіків, 703 жінки)[1].

## Розселення
Густота населення країни 2015 року становила 162,4 особи/км² (86-те місце у світі). Більшість населення острова концентрується в центральній долині. Густота розміщення поселень варіюється від досить густої однорідної забудови на південному заході до поодиноких поселень на північному сході.

### Урбанізація
Ангілья надзвичайно урбанізована країна. Рівень урбанізованості становить 100 % населення країни (станом на 2015 рік), темпи зростання частки міського населення — 1,19 % (оцінка тренду за 2010—2015 роки).
Головні міста країни: Валлі (столиця) — 1,0 тис. осіб (дані за 2014 рік).

### Міграції
Річний рівень імміграції 2015 року становив 12,18 ‰ (8-ме місце у світі). Цей показник не враховує різниці між законними і незаконними мігрантами, між біженцями, трудовими мігрантами та іншими.

## Расово-етнічний склад
| Етнічний склад (2012 рік) | Етнічний склад (2012 рік) | Етнічний склад (2012 рік) | Етнічний склад (2012 рік) | Етнічний склад (2012 рік) |
| ------------------------- | ------------------------- | ------------------------- | ------------------------- | ------------------------- |
| Етнос:                    |                           |                           | Відсоток:                 |                           |
| темношкірі                | темношкірі                |                           | 85.3%                     | 85.3%                     |
| іспанці                   | іспанці                   |                           | 4.9%                      | 4.9%                      |
| мішаного походження       | мішаного походження       |                           | 3.8%                      | 3.8%                      |
| білі                      | білі                      |                           | 3.2%                      | 3.2%                      |
| індійці                   | індійці                   |                           | 1%                        | 1%                        |
| інші                      | інші                      |                           | 1.9%                      | 1.9%                      |

Головні етноси країни: темношкірі — 85,3 %, іспанці — 4,9 %, мішаного походження — 3,8 %, білі — 3,2 %, індійці — 1 %, інші — 1,9 % населення (оціночні дані за 2011 рік).

## Мови
| Мови Ангільї (2015 рік) | Мови Ангільї (2015 рік) | Мови Ангільї (2015 рік) | Мови Ангільї (2015 рік) | Мови Ангільї (2015 рік) |
| ----------------------- | ----------------------- | ----------------------- | ----------------------- | ----------------------- |
| Мова:                   |                         |                         | Відсоток:               |                         |
| англійська              | англійська              |                         | 100%                    | 100%                    |

Офіційна мова: англійська.

## Релігії
| Релігії в Ангільї (2011 рік) | Релігії в Ангільї (2011 рік) | Релігії в Ангільї (2011 рік) | Релігії в Ангільї (2011 рік) | Релігії в Ангільї (2011 рік) |
| ---------------------------- | ---------------------------- | ---------------------------- | ---------------------------- | ---------------------------- |
| Віросповідання:              |                              |                              | Відсоток:                    |                              |
| протестанти                  | протестанти                  |                              | 73.2%                        | 73.2%                        |
| інші                         | інші                         |                              | 26%                          | 26%                          |
| католики                     | католики                     |                              | 6.8%                         | 6.8%                         |
| свідки Єгови                 | свідки Єгови                 |                              | 1.1%                         | 1.1%                         |
| християни                    | християни                    |                              | 10.9%                        | 10.9%                        |
| інші                         | інші                         |                              | 3.2%                         | 3.2%                         |
| агностики                    | агностики                    |                              | 0.3%                         | 0.3%                         |
| атеїсти                      | атеїсти                      |                              | 4.5%                         | 4.5%                         |

Шаблон:Релігія у Великій Британії
Головні релігії й вірування, які сповідує, і конфесії та церковні організації, до яких відносить себе населення країни: протестантизм — 73,2 % (англіканство — 22,7 %, методизм — 19,4 %, п'ятидесятництво — 10,5 %, адвентизм — 8,3 %, баптизм — 7,1 %, Церква Бога — 4,9 %, пресвітеріанство — 0,2 %, брати вільного духу — 0,1 %), римо-католицтво — 6,8 %, свідки Єгови — 1,1 %, інші течії християнства — 10,9 %, інші — 3,2 %, не визначились — 0,3 %, не сповідують жодної — 4,5 % (станом на 2011 рік).

## Освіта
Рівень письменності 2015 року становив 99 % дорослого населення (віком від 15 років): 99 % — серед чоловіків, 99 % — серед жінок.
Державні витрати на освіту становлять 2,8 % ВВП країни, станом на 2008 рік (146-те місце у світі).

## Охорона здоров'я
Смертність немовлят до 1 року, станом на 2015 рік, становила 3,37 ‰ (210-те місце у світі); хлопчиків — 3,78 ‰, дівчаток — 2,95 ‰.

### Захворювання
Станом на серпень 2016 року в країні зареєстровано випадки зараження вірусом Зіка через укуси комарів Aedes, переливання крові, статевим шляхом, під час вагітності.
Кількість хворих на СНІД невідома, дані про відсоток інфікованого населення в репродуктивному віці 15—49 років відсутні. Дані про кількість смертей від цієї хвороби за 2014 рік відсутні.

### Санітарія
Доступ до облаштованих джерел питної води 2015 року мало 94,6 % населення в містах; загалом 94,6 % населення країни. Відсоток забезпеченості населення доступом до облаштованого водовідведення (каналізація, септик): в містах — 97,9 %, загалом по країні — 97,9 % (станом на 2015 рік).

## Соціально-економічне становище
За межею бідності 2002 року перебувало 23 % населення країни. Дані про розподіл доходів домогосподарств у країні відсутні.
Рівень проникнення інтернет-технологій високий. Станом на липень 2015 року в країні налічувалось 12 тис. унікальних інтернет-користувачів (208-ме місце у світі), що становило 76 % загальної кількості населення країни.

### Трудові ресурси
Загальні трудові ресурси 2001 року становили 6,0 тис. осіб (220-те місце у світі). Зайнятість економічно активного населення у господарстві країни розподіляється таким чином: аграрне, лісове і рибне господарства — 4 %; промисловість і сфера послуг — 21 %; транспорт — 10 %; торгівля — 36 %; сфера послуг — 29 % (станом на 2000 рік). Безробіття 2002 року дорівнювало 8 % працездатного населення (93-тє місце у світі).

## Кримінал

### Наркотики

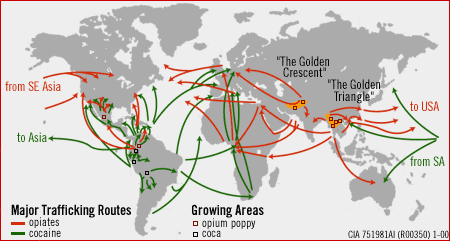
Світові маршрути наркотрафіку

Країна слугує транзитним пунктом на шляхах наркотрафіку південноамериканських наркотиків до США і Європи.

## Гендерний стан
Статеве співвідношення (оцінка 2015 року):
- при народженні — 1,04 особи чоловічої статі на 1 особу жіночої;
- у віці до 14 років — 1,05 особи чоловічої статі на 1 особу жіночої;
- у віці 15—24 років — 0,99 особи чоловічої статі на 1 особу жіночої;
- у віці 25—54 років — 0,82 особи чоловічої статі на 1 особу жіночої;
- у віці 55—64 років — 0,93 особи чоловічої статі на 1 особу жіночої;
- у віці за 64 роки — 0,98 особи чоловічої статі на 1 особу жіночої;
- загалом — 0,92 особи чоловічої статі на 1 особу жіночої[1].

## Демографічні дослідження
Демографічні дослідження у країні ведуться рядом державних і наукових установ Великої Британії.

### Українською
- Атлас. 10—11 клас. Економічна і соціальна географія світу / упорядники :  О. Я. Скуратович, Н. І. Чанцева. — К. : ДНВП «Картографія», 2010. — ISBN 978-966-475-639-3.
- Атлас світу / голов. ред. І. С. Руденко ; зав. ред. В. В. Радченко ; відп. ред. О. В. Вакуленко. — К. : ДНВП «Картографія», 2005. — 336 с. — ISBN 9666315467.
- Безуглий В. В. Економічна і соціальна географія зарубіжних країн : Навчальний посібник. — К. : ВЦ «Академія», 2007. — 704 с. — ISBN 978-966-580-239-6.
- Безуглий В. В., Козинець С. В. Регіональна економічна і соціальна географія світу : Навчальний посібник. — видання 2-ге, доп., перероб. — К. : ВЦ «Академія», 2007. — 688 с. — ISBN 966-580-144-9.
- Головченко В. І., Кравчук О. Країнознавство: Азія, Африка, Латинська Америка, Австралія і Океанія. — К., 2006. — 335 с. — ISBN 966-8939-04-2.
- Гудзеляк І. І. Географія населення: Навчальний посібник / І. Гудзеляк. — Л. : Видавничий центр ЛНУ імені Івана Франка, 2008. — 232 с. — ISBN 978-966-613-599-8.
- Дахно І. І. Країни світу: Енциклопедичний довідник / І. І. Дахно, С. М. Тимофієв. — К. : Мапа, 2011. — 606 с. — (Бібліотека нового українця) — ISBN 978-966-8804-23-6.
- Дахно І. І. Економічна географія зарубіжних країн : навчальний посібник. — К. : Центр учбової літератури, 2014. — 319 с. — ISBN 978-611-01-0682-5.
- Джаман В. О. Регіональні системи розселення: демографічні аспекти. — Чернівці : Рута, 2003. — 392 с. — ISBN 9665685988.
- Дорошенко Л. С. Демографія: Навчальний посібник. — К. : МАУП, 2005. — 112 с. — ISBN 966-608-442-2.
- Дубович І. А. Країнознавчий словник-довідник. — 5-те вид., перероб. і доп. — К. : Знання, 2008. — 839 с. — ISBN 978-966-346-330-8.
- Економічна і соціальна географія країн світу. Навчальний посібник / За ред. Кузика С. П. — Л. : Світ, 2002. — 672 с. — ISBN 966-603-178-7.
- Загальна медична географія світу / В. О. Шевченко [та ін.] — К. : [б.в.], 1998. — 178 с.
- Книш М. М., Мамчур О. І. Регіональна економічна і соціальна географія світу (Латинська Америка та Карибські країни, Африка, Азія, Океанія) : навч. посіб. — Л. : ЛНУ ім. Івана Франка, 2013. — 368 с. — ISBN 978-617-10-0007-0.
- Крисаченко В. С. Динаміка населення: Популяційні, етнічні та глобальні виміри. — К. : Видавництво Національного інституту стратегічних досліджень, 2005. — 368 с. — ISBN 966-554-083-1.
- Кузик С. П., Книш М. М. Економічна і соціальна географія країн Америки : навч. посіб. — Л. : ЛНУ ім. Івана Франка, 1999. — 299 с. — ISBN 966-613-026-2.
- Любіцева О. О., Мезенцев К. В., Павлов С. В. Географія релігій. — К. : АртЕК, 1999. — 504 с. — ISBN 966-505-006-0.
- Масляк П. О. Країнознавство. — К. : Знання, 2007. — 292 с. — (Вища освіта XXI століття)
- Масляк П. О., Дахно І. І. Економічна і соціальна географія світу / П. О. Масляк, І. І. Дахно ; за ред. П. О. Масляка. — К. : Вежа, 2003. — 280 с. — ISBN 966-7091-53-8.

### Російською
- (рос.) Сент-Кристофер—Невис—Ангилья // Демографический энциклопедический словарь / главн. ред. Валентей Д. И. — М. : Советская энциклопедия, 1985. — 608 с.
- (рос.) Сент-Кристофер—Невис—Ангилья // Латинская Америка. Энциклопедический справочник [в 2-х тт.] / Главный редактор В. В. Вольский. — М. : Советская энциклопедия, 1982. — Т. 2. К-Я. — 656 с.
- (рос.) Сент-Кристофер—Невис—Ангилья // Страны и народы. Америка. Общий обзор Латинской Америки. Средняя Америка / Редкол. : отв. ред. В. В. Вольский, Я. Г. Машбиц и др. — М. : «Мысль», 1981. — 333 с. — (Страны и народы) — 180 тис. прим.
- (рос.) Атлас народов мира / Отв. ред. С. И. Брук и В. С. Апенченко. — М. : ГУГК ГГК СССР и Институт этнографии им. Н. Н. Миклухо-Маклая АН СССР, 1964. — 185 с. — 20 тис. прим.
- (рос.) Численность и расселение народов мира. Этнографические очерки / под ред. С. И. Брука. — М. : Издательство АН СССР, 1962. — 487 с.
- (рос.) Лаппо Г. М. География городов: Учебное пособие для географических факультетов вузов. — М. : Туманит, изд. центр ВЛАДОС, 1997. — 476 с. — ISBN 5-691-00047-0.
- (рос.) Ягельский А. География населения. — М. : Прогресс, 1980. — 383 с.